# Sesban macrocarpa
Sesban macrocarpa là một loài thực vật có hoa trong họ Đậu. Loài này được (Muhl. ex Raf.) Muhl. ex Small miêu tả khoa học đầu tiên.